# Plexippus clemens
Plexippus clemens là một loài nhện trong họ Salticidae.
Loài này thuộc chi Plexippus. Plexippus clemens được Octavius Pickard-Cambridge miêu tả năm 1872.